# Добсон, Джордж Эдвард
Джордж Эдвард Добсон (англ. George Edward Dobson; 1848—1895) — ирландский зоолог, фотограф и военный хирург.

## Биография
Будучи военным хирургом, Добсон с 1868 года служил в Индии, а с 1872 года — на Андаманских островах. Как эксперт по рукокрылым и насекомоядным он опубликовал статьи и доклады, в том числе две статьи о андаманцах в 1875 и 1877 в журнале Королевского антропологического института. В 1876 году опубликовал монографию об азиатских летучих мышей, а также сборник медицинских советов для путешественников. С самого начала был фотографом-любителем, фотографировал в том числе местных жителей. В 1874 году стал членом Линнеевского общества. В 1878 году был назначен куратором Королевского музея в Нетли. В 1883 году стал членом Королевского общества. Вышел на отставку в 1888 году в звании капитана медицинской службы.
Имя учёного носят следующие таксоны животных: род кожанов Dobsonia, тенрек Добсона (Microgale dobsoni), эполетовый крылан Добсона (Epomops dobsonii), Sphaerotheca dobsoni.

## Труды
- Catalogue of the Chiroptera in Collection of British Museum (1878)
- On the Andamans and Andamanese (1875)
- Monograph of the Asiatic Chiroptera (1876)
- A monograph of the insectivora: systematic and anatomical : including the families Erinaceidae, Centetidae and Solenodontidae, Potamogalidae, Chrysochloridae, Talpidae and Soricidae (3 Bände, John Van Voorst, London, 1882-1890.)
- Medical Hints to Travellers. Royal Geographical Society (1889)